# Groupe hospitalier mutualiste de Grenoble
Pour les articles homonymes, voir GHM.
Le Groupe hospitalier mutualiste de Grenoble (GHM) est un établissement de santé privé d’intérêt collectif (ESPIC) à but non lucratif participant au service public hospitalier. 
Cette structure hospitalière offre plus de 430 lits répartis dans plusieurs unités de spécialités médicales partagés entre trois établissements regroupés sur un même site. Elle accueille l'un des trois pôles d'urgence de la métropole de Grenoble.

## Historique

### Créations des établissements
La construction du premier établissement du groupe (la clinique mutualiste des Eaux-Claires) a été décidée en 1957 à l’initiative de l’union départementale des sociétés mutualistes de l’Isère. Les travaux, d'un montant de 1 850 000 Francs, ont été conduits par l'architecte Pouradier-Duteil et l'entreprise Debernardy entre 1959 et 1960.

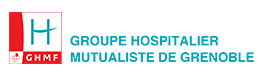
Ancien logo du GHM

La clinique d'Alembert, construite en 2006, est organisée à l'occasion de l'installation des activités de l'ancienne clinique des bains de Grenoble rachetée par le groupe mutualiste.
En août 2006, le site de la clinique des Eaux-Claires est relié au site de la clinique d'Alembert par une passerelle à deux niveaux, surplombant la rue du Dr Hermitte et permettant de circuler d'une aile à l'autre du groupe sans sortir de l'établissement.
En 2008, l'Institut Daniel-Hollard est édifié à l'occasion de l'installation de l'ensemble des activités de cancérologie de l'ancien institut privé de cancérologie de Grenoble.

### Reprise par le Groupe «Avec»
Le 6 juillet 2020, après avoir écarté deux de ses concurrents, le groupe français Doctegestio (qui deviendra le groupe Avec, en janvier 2021) entre en négociation exclusive avec le conseil d'administration de l'Union Mutualiste pour la Gestion du Groupement Hospitalier Mutualiste de Grenoble afin de reprendre l'ensemble de l'établissement et ses équipements. 
Malgré de fortes oppositions au niveau politique local, le groupe prend la gestion de l'établissement le 9 octobre 2021, l'assemblée générale du GHM validant l'entrée dans la gouvernance de Doctocare, lequel prend également le nom d'Avec, dès le 6 janvier 2021.
Après avoir exercé les fonctions de directeur général adjoint au côté de Bernard Bensaïd, le Dr David Voirin a été nommé directeur général de l'établissement le 1er juillet 2022. Durant cette même année, face aux difficultés de recrutement de personnel soignants, le GHM a mis en place une vaste campagne de recrutement en proposant des primes financières aux personnes recrutées. Durant le mois de janvier 2023 le Groupe Avec et son directeur général se retrouvent au centre d'une affaire judiciaire à la suite d'une plainte déposée par une organisation syndicale. Le 6 février 2023, le nouveau directeur directeur général du GHM, Pascal Bonafini prend officiellement ses fonctions. Le 9 janvier 2024, la cour d’appel de Grenoble rend sa décision et déboute le président du groupe qui devra, selon les syndicats, « répondre de ses actes devant les tribunaux ».

### Mise sous tutelle
Le 23 mai 2023, le tribunal judiciaire de Grenoble nomme deux administrateurs provisoires pour gérer l’UMG-GHM afin de « de gérer l’établissement, de s’assurer de l’effectivité des remboursements des créances, de se constituer dans les procédures judiciaires y compris pénales et de mettre en œuvre toutes mesures propres à assurer le rétablissement financier, la reprise des activités en souffrance et l’apaisement du climat social. », écartant ainsi le groupe Avec de toute gestion.
Lors d'une conférence de presse organisée le 29 avril 2025, le nouveau directeur général Patrick Bordessoule, a désiré évoquer « le réveil et le redémarrage de la Mut” ». Bien que l’établissement soit sous toujours sous administration provisoire les équipes des différents instituts ont désiré souligné à cette occasion une amélioration de l’offre de soins et des conditions de travail.

## Établissements
Le groupe hospitalier mutualiste de Grenoble est composé de trois établissements contigus : 
1. La clinique des Eaux-Claires, située au 8-12, rue Dr Calmette avec les services de Maternité / Gynécologie & Obstétrique / Centre de planification et d'éducation à la famille / Urgences / Médecine interne & générale / Chirurgie / Soins de suite et de réadaptation / Centre d'imagerie & Radiologie / Laboratoire de biologie
2. La clinique d'Alembert, située au 124 rue d'Alembert, avec les services de Direction du groupe & administration / Département de l'information médicale / Chirurgie / Chirurgie ambulatoire / Endoscopie / Équipe mobile de gériatrie
3. L'Institut Daniel-Hollard [Note 1], situé au 21 rue du Dr Hermitte, avec le service de  Chimiothérapie / Chirurgie en Cancérologie / Hématologie / Médecine Nucléaire / Oncologie / Radiothérapie / Recherche Clinique / Centre de coordination en cancérologie .

Au-delà du quartier des « Eaux-Claires » (du nom d'un quartier grenoblois), le groupe rassemble diverses structures de soins ambulatoires dont deux centres dentaires, l'un étant situé rue Général Ferrié à Grenoble et l'autre étant situé sur la commune de Meylan. Le  « centre de consultations du Grésivaudan » est également situé dans cette même commune.

## Chiffres clés
En 2023, le groupe présentait les chiffres d'activité suivants :
- 37 626 séjours
- Chirurgie conventionnelle : 3 991
- Ambulatoire : 21 636
- Séances de chimiothérapie : 12 828
- Séances de radiothérapie : 18 004
- 1332 naissances
- 18 917 passages aux urgences
- 26 150 interventions chirurgicales

La capacité de l'établissement est de 275 lits en médecine, 133 lits en chirurgie et 27 lits en obstétrique.
En 2021, le plateau technique présente un bloc central qui comprend quatorze salles opératoires et une salle de réveil de vingt-cinq lits, un bloc endoscopie, un bloc obstétrical bénéficiant de deux salles de césarienne et de cinq salles de naissance ainsi qu'un bloc de cardiologie interventionnelle (CICI) qui comprend trois salles. L'établissement compte également trois laboratoires, un centre de radiologie avec scanner.

## Innovations médicales
En mars 2017, le groupe hospitalier mutualiste de Grenoble annonce que l'équipe médicale de son institut cardiovasculaire va utiliser, pour la première fois, un nouveau dispositif de cardiologie interventionnelle, baptisé Railway Sheathless Access (breveté par le laboratoire américain Cordis). 
Ce dispositif médical innovant, qui facilite l'introduction et la navigation d'un cathéter jusqu'au cœur pour soigner les artères, est présenté comme une première mondiale,.

## Personnalités liées au GHM
Le 15 novembre 2014, le président algérien Abdelaziz Bouteflika, alors âgé de 77 ans, quitte la clinique d'Alembert après une hospitalisation de quelques jours dans l'établissement. Il refait une courte visite en décembre 2015, puis le 15 novembre 2016, le président algérien quitte de nouveau cette même clinique après sept jours d'hospitalisation. Selon certains organes de la presse écrite, il y aurait bénéficié d'une intervention chirurgicale liée à ses problèmes de santé.

## Expositions

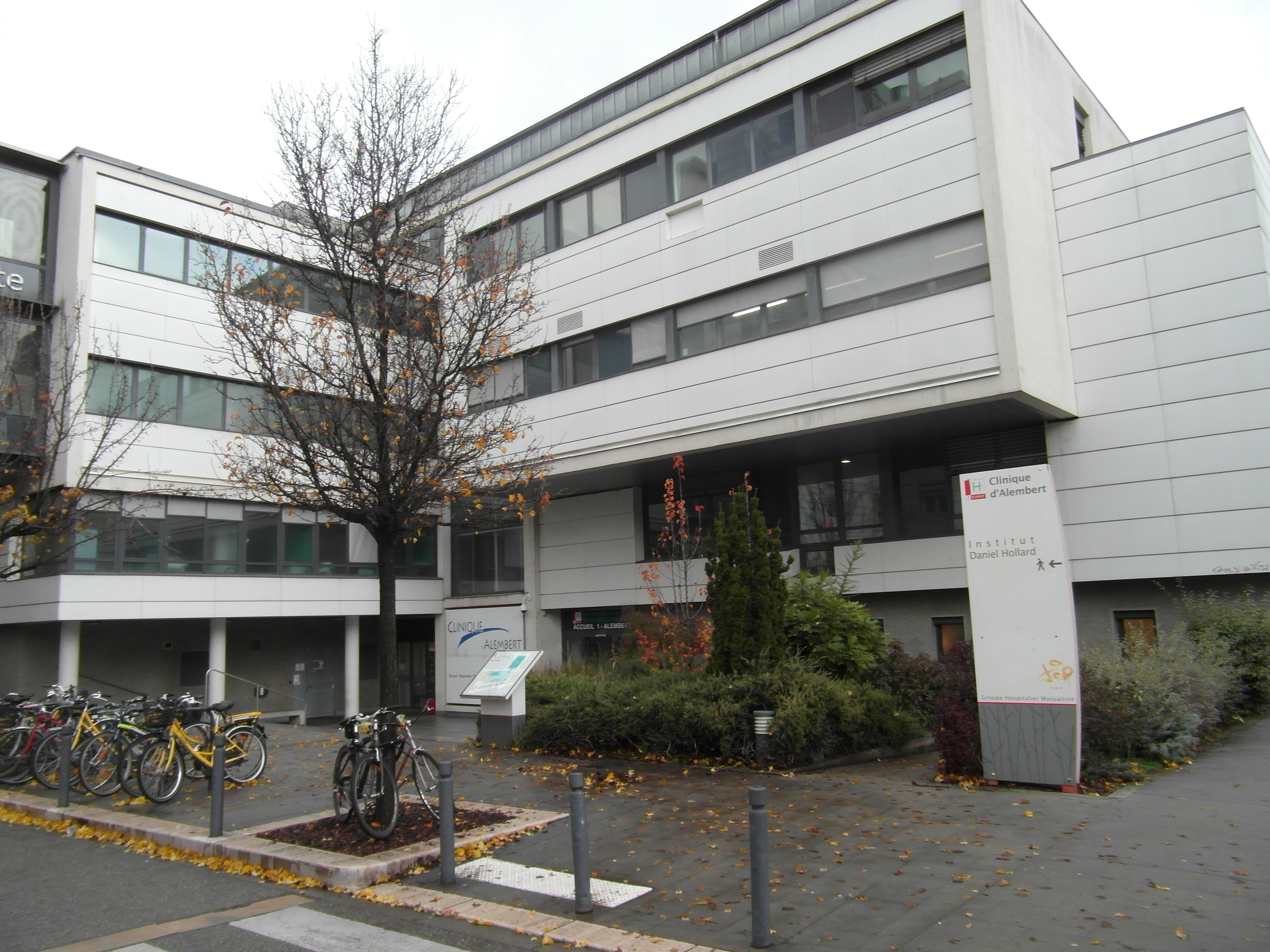
Entrée de la clinique d'Alembert (extérieur).

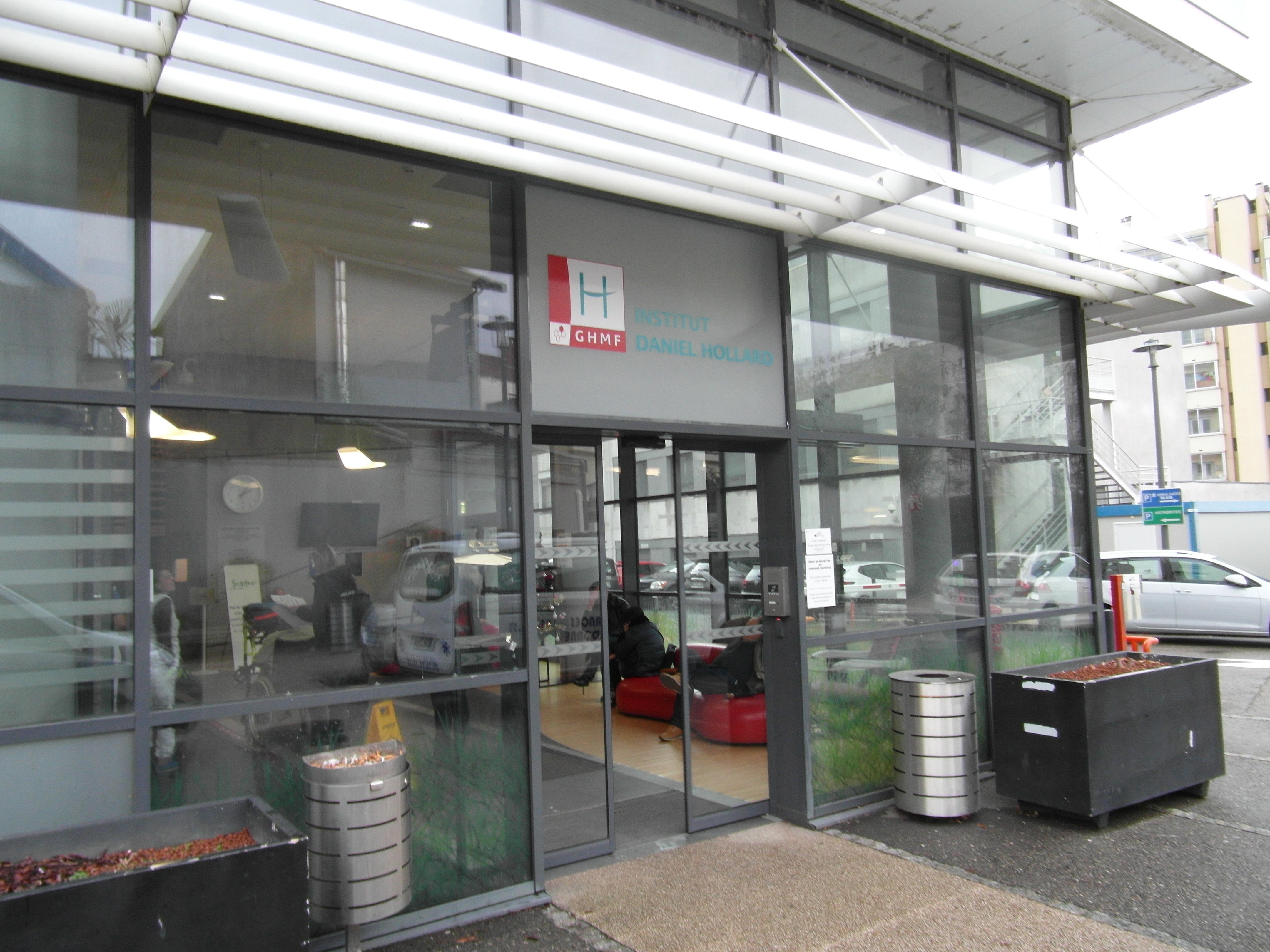
Entrée de l'institut Daniel-Hollard (extérieur).

### Mars bleu
En mars 2017, dans le cadre du mois de mobilisation nationale pour le dépistage du cancer colorectal dénommé « Mars bleu », l’ODLC (Office départemental de Lutte contre le Cancer) et le service médical de gastro-entérologie du Groupe Hospitalier ont organisé une exposition en accès libre dans le hall de la clinique d'Alembert ainsi qu'une journée d'information sur le test dans le Hall de la clinique des Eaux-Claires.

### Octobre rose
« Octobre rose » est une campagne annuelle de communication destinée à sensibiliser au dépistage du cancer du sein féminin et à récolter des fonds pour la recherche.

En octobre 2017, au niveau de l’Institut de cancérologie Daniel Hollard et de la clinique des Eaux-Claires plusieurs démarches de sensibilisation ont été proposées, tels que : le projet Vénus (exposition d'artistes grenoblois et lyonnais en collaboration avec le réseau Spacejunk Art Centers créé par Jérome Catz dans le hall de la clinique des Eaux-Claires) et une information autour de l’auto examen des seins la découverte et la présentation des soins de supports et de la mis en place d'un espace de rencontre et d’information (Stand d'information et bien être dans le hall de l'institut Daniel-Hollard).

### Le mois sans tabac
Dans le cadre de l'opération « Moi(s) sans tabac », le groupe hospitalier et le laboratoire pharmaceutique Roche ont organisé le 30 novembre 2017 dans le hall de la clinique d'Alembert, une journée de sensibilisation pour motiver les fumeurs à arrêter l'usage du tabac. La journée s’est articulée autour de l’intervention de professionnels de santé afin d'informer le public.

## Accès

### Transports en commun

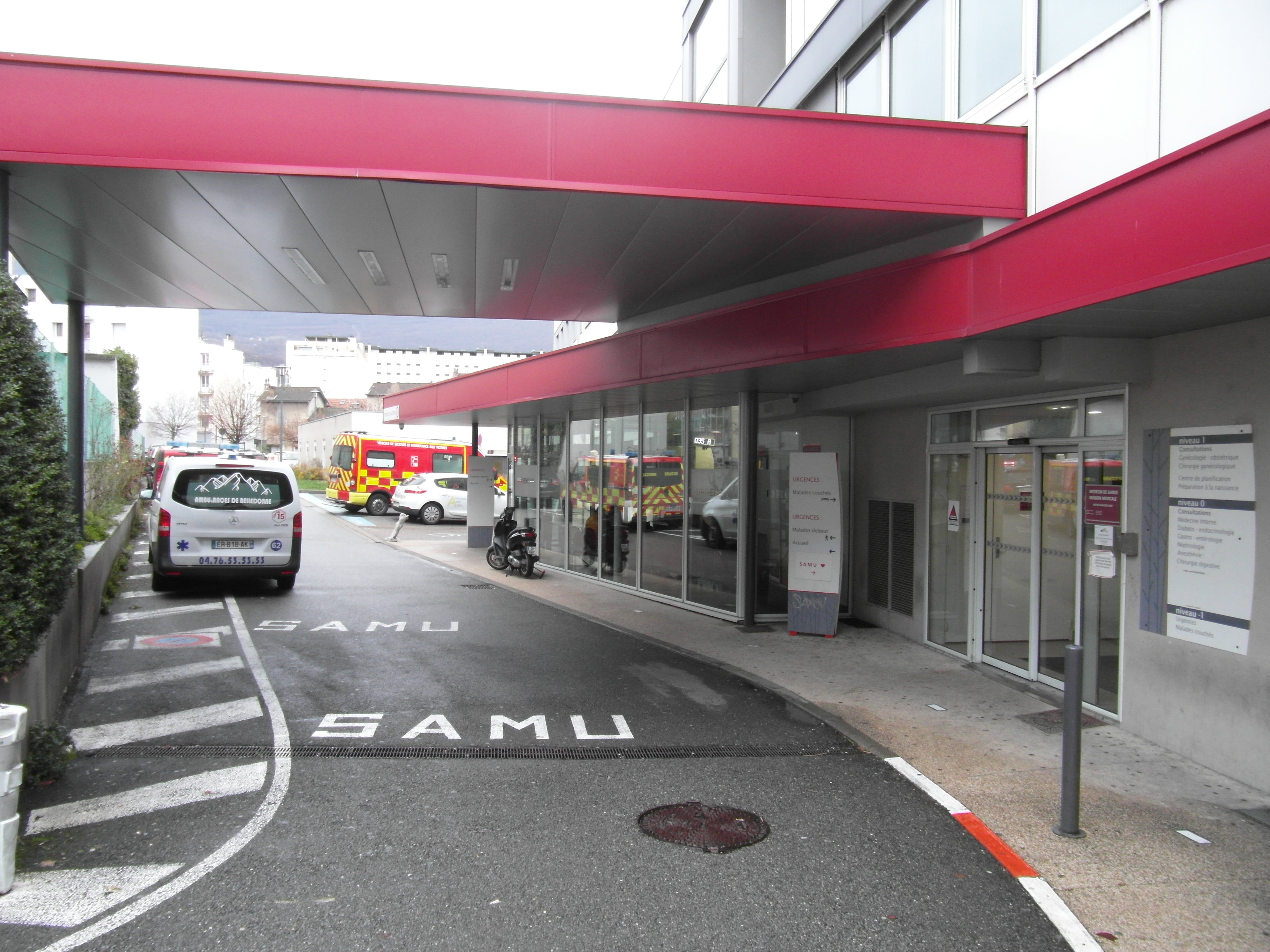
Entrée des urgences de la clinique des Eaux-Claires (extérieur).

Situé à proximité du secteur des grands boulevards de Grenoble, le groupe hospitalier mutualiste est desservi par une ligne de bus, ainsi qu'une ligne de tramway du réseau de transports en commun de l'agglomération de Grenoble (réseau SEMITAG), telles que :
- La ligne C du tramway de Grenoble (station Vallier - Docteur Calmette)
- La ligne de bus C8 (arrêt Groupe hospitalier mutualiste)

Le site est également desservi par une ligne d'autocar du réseau interurbain de l'Isère
- La ligne Express 3 : Vizille ↔ Grenoble  (arrêt Vallier - Libération)

### Accès piéton et routier
Le service des urgences de la clinique des Eaux-Claires est directement accessible aux piétons par la rue du Dr Calmette à Grenoble. Cette rue est proche de l'A480, autoroute urbaine, liée à la rocade de la métropole grenobloise et desservant l'ouest de l'agglomération :
- 3 : Grenoble-centre (depuis le nord ou le sud de cette voie)